# Альбертірша
Альбертірша (угор. Albertirsa) — місто у Центральній Угорщині. Місто виникло у 1950 році після злиття двох селищ — Альберті та Ірша.

## Історія
- 1277: король Ладислав IV згадує поселення Альберті (як Альбер) у своїх статутах.
- 1368: Глава міста Буда згадує село Ірша (від слов'янського Йелс).
- 1597: Обидва села спорожніли після османського завоювання.
- 29 вересня 1711: Місцевий землевласник Андраш Вараскай заселяє поселенців, щоб заповнити пасовища Альберті-Ірша. 24 возів словацьких поселенців прибувають в Альберті
- 1714: Королівський лист надає право власності на Альберті Мартону Селескі.
- 1719: Андраш Ірсай отримує одну третину Ірша.
- 1731: Заснована обов'язкова початкова школа.
- 1784: Нащадки Мартона Селескі добиваються права для Альберті отримувати ринки. Це право також надало поселенню статус містечка.
- 1 вересня 1847: у місто прибуває перший поїзд.
- 1848: Сотня із Альберті приєднується до революції 1848 року після промови Кошута в Цеґледі.
- 1924: Заснована громадянська школа в Ірші.
- 6 вересня 1950: Розпорядженням Міністерства внутрішніх справ два села Альберті і Ірша об'єднуються під ім'ям Альбертірша.
- 1979: Урочисте відкриття електричної підстанції потужністю 750 кВ на південь від Альбертірша.
- 1996: Відкриття нового прапора і гербу під час фестивалю тисячоліття.
- 1 липня 2003: Альбертірші надано статус міста, яке цього разу мало 11547 жителів.

## Міста-побратими
- Гаджано, Італія (1992);
- Жнін, Польща (2005);
- Шимлеу-Сілваніей, Румунія (2004);
- Малацкі, Словаччина (2000);
- Бур-Сент-Андеоль, Франція (1998).